# Михайлова Світлана Романівна
Світла́на Рома́нівна Миха́йлова (Пащенко) (* 27 квітня 1957) — український бібліотекар, архівіст, краєзнавець.

## Біографічні відомості
Народилась 27 квітня 1957 року в смт. Межибіж Летичівського району Хмельницької області.
Після закінчення Київського державного інституту культури у 1979 році прийнята на роботу у Хмельницьку обласну універсальну наукову бібліотеку в інформаційно-бібліографічний відділ. У 1993 році призначена завідуючою відділом краєзнавчої літератури і бібліографії. Працювала над поповненням ядра краєзнавчого фонду , створенням бази даних Поділля, брала участь в роботі науково-практичних конференціїй,  проведенні занять з підвищення кваліфікації бібліотекарів області, підготовці краєзнавчих та бібліографічних видань. З 2001 по 2003 роки працювала заступником директора з внутрішньо-бібліотечної роботи Хмельницької обласної універсальної бібліотеки імені Миколи Островського. 
Нині заступник директора — головний охоронець Державного архіву Хмельницької області. 
Відзначено Почесною грамотою Державного комітету архівів України у зв'язку з 90-річчям створення в Україні системи архівних установ . 

## Публікації. Праці
Автор і укладач низки краєзнавчих , довідкових, бібліографічних видань:
1. Літературна Хмельниччина 1992- 1993 рр. : бібліогр. покажч. / Хмельниц. обл. універс. наук. б-ка ім. М.Островського, Хмельниц. обл. упр. культури ; уклад. С. Р. Михайлова ; відп. за вип. С. Л. Карван. - Хмельницький : [б. в.], 1995. - 58 с. - 10.00 грн.
2. Бібліографія Хмельниччини : ретpоспект. покажч. бiблiогp. посіб. пpо Хмельниц. обл. за 1937-1997 pоки /Упр. культури Хмельниц. облдержадмін., Хмельниц. обл. наук. б-ка ім. Островського ; уклад. С. Р. Михайлова ; відп. за вип. С. Л. Карван. - Хмельницький : [б. в.], 1997. - 40 c.
3. Закоханий у рідний край: А. В. Сваричевський - краєзнавець, педагог, публіцист : статті, рецензії, відгуки, листи, бібліографія: / Обл. Ін-т удосконалення вчителів; Обл. універс. наук. б-ка ім. М. Островського; Обл. орг. Всеукр. Спілки краєзнавців; уклад. С. Михайлова. - Хмельницький : НВП "Евріка " ТОВ, 1999. - 44 с. - (Духовні витоки Поділля ).
4. Календар знаменних і пам'ятних дат Хмельниччини на 2001 рік : довідник  / Упр. культури Хмельниц. облдержадмін., Хмельниц. обл. універс. наук. б-ка ім М.Островського ; уклад. С. Р. Михайлова ; відп. С. Л. Карван. - Хмельницький : [б. в.], 2000. - 40 с.
5. Покликання-бiблiотекаp [Текст] : (Бiобiблiогpафiчний покажчик) / Упp. культуpи Хмельницької обл. деpжадмiнiстpацiї , Хмельницька ОУНБ; Упоp. С.Михайлова. - Хмельницький : [б. в.], 2001. - 80 c.
6. Хмельниччина в літописі Незалежної України (1991-2001 рр.): Перелік основних подій сусп.-політ., екон. та культ. життя обл. / Упр. культури Хмельниц. облдержадміністрації; Держ. обл. універс. наук. б-ка ім.М.Островського; Уклад.: С.Р.Михайлова, В.О.Мельник.- Хмельницький, 2001.- 20с.

7. Натхненний Кліо і Орфеєм: науково-мистецька діяльність П. Я. Слободянюка [Текст] / С. Р. Михайлова ; Спілка архївістів України, Держ. архів Хмельниц. області, Кам'янець-Поділ. нац. ун-т, Хмельниц. обл. відділ. Укр. фонду культури. - Кам'янець-Поділ. : Мошак М. І., 2008. - 302 с.
8. Архівні установи Хмельниччини [Текст] : 90-річчю заснування архівної справи на Хмельниччині присвячується / Держ. архів. служба України, Хмельниц. облдержадмін., Держ. архів Хмельниц. обл. ; авт.-упоряд. В. Г. Байдич, С. Р. Михайлова, О. В. Войтович та ін. - Хмельницький : Поліграфіст-2, 2012. - 64 с. : фото.цв
9. "Чорний" четвер. Пожежа в Кам'янець-Подільському міському архіві 10 квітня 2003 року: причини, наслідки, уроки (Документи. Матеріали. Публікації) [Текст] / П. Я. Слободянюк, С. Р. Михайлова ; Держ. архів. служба України, Держ. архів Хмельниц. обл. - 2-е. вид., доп. і перероб. - Хмельницький : б. в., 2012. - 372 с. : фото.
Автор низки публікацій у наукових збірниках, присвячених бібліотечному краєзнавству: «Краєзнавчі фонди — документальна база бібліотечного краєзнавства» (1997), «Бібліотечне краєзнавство: історія, досвід, пошук» (2001).